# Reasonable Doubt
A Reasonable Doubt Jay-Z rapper első albuma, 1996-ban jelent meg. Az album szerepel a Rolling Stone magazin által összeállított "Minden idők 500 legjobb albuma" listáján.

## Az album dalai
| #   | Cím                                                                          | Hossz | Szerző | Producer                          | Előadók                                     | Sample-k |
| --- | ---------------------------------------------------------------------------- | ----- | --- | --------------------------------- | ------------------------------------------- | --- |
| 1   | "Can't Knock The Hustle"                                                     | 5:17  | Shawn Carter Jerome "Knobody" Foster Marcus Miller | Knobody, Dahoud Darien, Sean Cane | Jay-Z, Mary J. Blige                        | - "Much Too Much" – Marcus Miller - "Fool's Paradise" – Melisa Morgan                                                                     |
| 2   | "Politics As Usual"                                                          | 3:41  | Shawn Carter Cynthia Biggs David "Ski" Willis | Ski                               | Jay-Z                                       | - "Hurry Up This Way Again" – The Stylistics, – Cynthia Biggs and Dexter Wansel                                                           |
| 3   | "Brooklyn's Finest"                                                          | 4:36  | Shawn Carter Christopher Wallace Rodolfo Franklin Leroy Bonner Gary Webster Marshall Jones Ralph Middlebrooks Walter Morrison Andrew Noland Marvin Pierce | Clark Kent, Damon Dash            | Jay-Z, The Notorious B.I.G., Pain in da Ass | - "Ecstasy" – Ohio Players - "Brooklyn Zoo" – Ol' Dirty Bastard                                                                           |
| 4   | "Dead Presidents II"                                                         | 4:27  | Shawn Carter Nasir Jones Pete Phillips Lonnie Liston Smith David "Ski" Willis                                                                             | Ski                               | Jay-Z                                       | - "The World Is Yours" – Nas - "A Garden Of Peace" – Lonnie Liston Smith                                                                  |
| 5   | "Feelin' It"                                                                 | 3:48  | Shawn Carter David "Ski" Willis | Ski                               | Jay-Z, Mecca                                | - "Pastures" – Ahmad Jamal |
| 6   | "D'evils"                                                                    | 3:31  | Shawn Carter Chris E. Martin | DJ Premier                        | Jay-Z                                       | - "Murder Was The Case" – Snoop Dogg - Prodigy from "I Shot Ya (Remix)" – LL Cool J featuring Fat Joe, Foxy Brown, Keith Murray & Prodigy |
| 7   | "22 Two's"                                                                   | 3:29  | Shawn Carter David "Ski" Willis | Ski                               | Jay-Z                                       | - "Can I Kick It?" – A Tribe Called Quest                                                                                                 |
| 8   | "Can I Live"                                                                 | 4:10  | Shawn Carter Irving Lorenzo Burt Bacharach Hal David | DJ Irv                            | Jay-Z                                       | - "The Look of Love" – Isaac Hayes, written – Hal David & Burt Bacharach                                                                  |
| 9   | "Ain't No Nigga"                                                             | 4:03  | Shawn Carter Inga Marchand Jonathan Burks Dennis Lampert Brian Potter                                                                                     | Big Jaz                           | Jay-Z, Foxy Brown                           | - "Ain't No Woman (Like the One I Got)" – Four Tops - "Seven Minutes of Funk" – The Whole Darn Family                                     |
| 10  | "Friend or Foe"                                                              | 1:49  | Shawn Carter Chris E. Martin | DJ Premier                        | Jay-Z                                       | - "Hey What's That You Say" – Brother to Brother                                                                                          |
| 11  | "Coming of Age"                                                              | 3:49  | Shawn Carter Rodolpho Franklin James Mtume | Clark Kent                        | Jay-Z, Memphis Bleek                        | - "Inside You" – Eddie Henderson |
| 12  | "Cashmere Thoughts"                                                          | 2:56  | Shawn Carter Rodolpho Franklin Hamilton Bohannon Leroy Emmanuel Melvin Ragin                                                                              | Clark Kent                        | Jay-Z                                       | - "Save Their Souls" – Bohannon |
| 13  | "Bring It On"                                                                | 5:01  | Sean Carter Jonathan Burks Chris E. Martin Todd Gaither Carl Martin                                                                                       | DJ Premier                        | Jay-Z, Big Jaz, Sauce Money                 | - Fat Joe from "1, 2 Pass It" – D&D Allstars featuring Mad Lion, Doug E. Fresh, KRS-One, Fat Joe, Smif-N-Wessun & Jeru The Damaja         |
| 14  | "Regrets"                                                                    | 4:34  | Shawn Carter F. Di Pasquale | Peter Panic                       | Jay-Z                                       | |
| 15  | "Can I Live II"                                                              | 3:57  | Shawn Carter Malik Cox M. Johnson | K-Rob                             | Jay-Z, Memphis Bleek                        | - "Mother's Day" – 24 Carat Black |
| *16 | "Can't Knock The Hustle (Fool's Paradise Remix)" [International bonus track] | 4:45  | Shawn Carter Melissa Morgan Irving Lorenzo | DJ Irv                            | Jay-Z, Meli'sa Morgan                       | - "Fool's Paradise" – Meli'sa Morgan |